# Teratosphaeria zuluensis
Teratosphaeria zuluensis är en svampart som först beskrevs av M.J. Wingf., Crous & T.A. Cout., och fick sitt nu gällande namn av M.J. Wingf. & Crous 2009. Teratosphaeria zuluensis ingår i släktet Teratosphaeria och familjen Teratosphaeriaceae.   Inga underarter finns listade i Catalogue of Life.